# Louis Darquier de Pellepoix

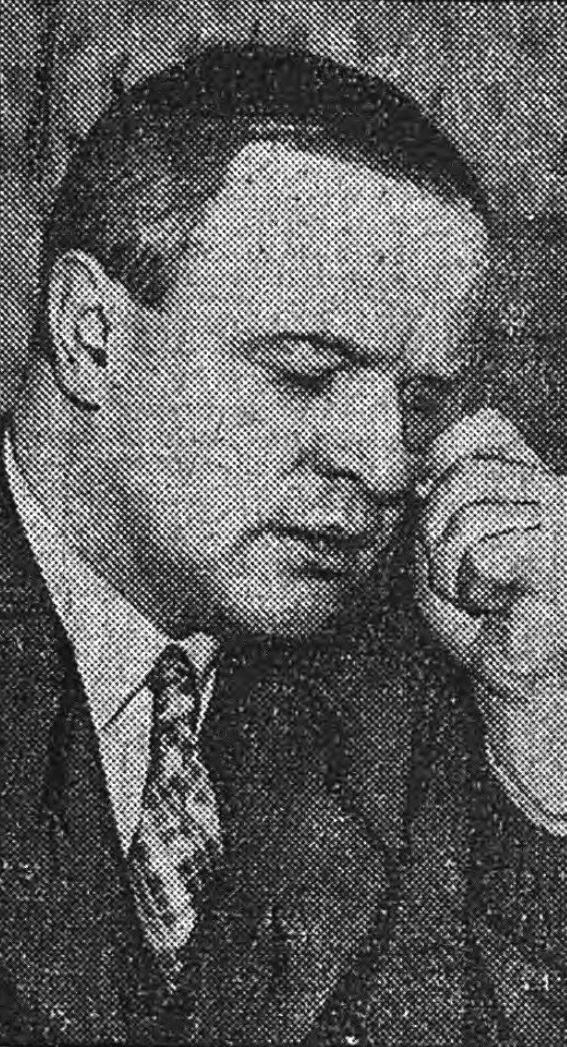
Louis Darquier de Pellepoix

Louis Darquier, beter bekend onder zijn naam Louis Darquier de Pellepoix, (Cahors, 19 december 1897 – vlak bij Málaga (Spanje), 29 augustus 1980) was Commissaris voor Joodse Zaken tijdens het Vichy-regime. 

## Levensloop
Als veteraan uit de Eerste Wereldoorlog werd Darquier actief in de fascistische en antisemitische politiek in Frankrijk van de jaren dertig. Hij was lid van de Action Française, Croix-de-feu en Jeunesses Patriotes. Op 6 februari 1934 raakte hij gewond tijdens rellen op de Place de la Concorde in Parijs.    
Op voordracht van nazi-Duitsland werd hij in mei 1942 benoemd tot hoofd van het Commissariat général aux questions juives (Commissariaat-Generaal voor het Joodse Vraagstuk) als opvolger van Xavier Vallat. Door de invloed van Darquier op zijn post werd onmiddellijk begonnen met de massadeportatie van joden uit Frankrijk richting de concentratiekampen. Hij werd in februari 1944 ontslagen. Hij werd in 1947 wegens collaboratie met een buitenlandse macht (nazi-Duitsland) bij verstek ter dood veroordeeld door het Franse Hooggerechtshof. Hij vluchtte echter naar Spanje waar hij beschermd werd door leden van het Francoregime, vooral door generaal Antonio Barosso y Sánchez-Guerra.